# Arivonimamo
Arivonimamo est une commune urbaine située dans la Province de Tananarive, au centre de Madagascar.

## Géographie
La ville est reliée par la route nationale no 1 aux villes de Tsiroanomandidy (à l'Ouest) et d'Antananarivo (à l'Est).

## Histoire
Ce fut le roi Andriambahoakafovoanitany, frère cadet de Ranavalotsimitoviaminandriana, grand-mère de Ranavalona Ire, qui a instauré en premier le royaume de l’Imamo vers le XVIIe siècle. La guerre a été déclarée au royaume de l’Imerina, dirigé par le roi Andriamasinavalona quand des frontières ont été implantées entre leurs fiefs respectifs suivant les consignes : le « Tapia » ne monte pas en Imerina et l’ « Amberivatry » ne descend pas dans l’Imamo. En effet, les deux parties sont convenus, un vendredi, de quitter aux premiers chants du coq leurs résidences respectives pour une rencontre aux frontières de leurs royaumes. Cette jonction a eu lieu au bord de la rivière Ombifotsy, dans le fokontany d’Andranomena, à l’Est de l’actuelle ville d’Arivonimamo. Plus tard, les anciens rois de l’Imerina ont contesté cette frontière et voulu étendre leurs royaumes au-delà de la rivière de l’Ombifotsy. Se sentant menacé et trahi, le roi de l’Imamo installa mille (Arivo) soldats dans la ville pour protéger son royaume et accepta que son chef-lieu soit déplacé à Manankasina où ses descendants ont régné.
C’est en hommage à ces soldats qu’Andriambahoakafovoanitany a donné le nom d’Arivonimamo, ou « les Mille de l’Imamo », à cette ville qui est devenue le chef-lieu de la commune urbaine actuelle.
Unification avec l’Imerina : En ce qui concerne le site de Manankasina, il s’agit d’une forteresse facile à défendre grâce à ses sept fossés savamment installés tout autour de la résidence des Rois. Il fut la résidence des successeurs du roi de l’Imamo et a aussi été appelé Manankasina-Manjakazafy. Parmi les rois qui s’y sont succédé figuraient Andriambahoakafovoanitany, Andriavorezaka, Andriamboahangy et Andriamarobasy. Ce dernier a été victime de sa faiblesse face à la force du roi Andrianampoinimerina lors de l’unification du royaume de l’Imerina avec celui de l’Imamo.

## Administration

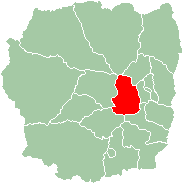
Localisation d'Arivonimamo dans la province de Tananarive

Arivonimamo est le chef-lieu de district composé de vingt-et-une communes.

## Infrastructure
La ville accueillait jusqu'en 1967 l'aéroport international de Antananarivo-Arivonimamo avant son remplacement par celui d'Ivato. Depuis 1976, l'aéroport d'Ivato abrite une école de pilotage ainsi qu'une base aérienne tactique. En 2021, cette dernière fusionne avec la base aérienne d'Ivato pour former la Base aérienne 213, siégant désormais à Arivonimamo.

## Sport
L'équipe de football d'Arivonimamo RDN Arivonimamo joue au Championnat de Madagascar de football.